# Chánh án Tòa án nhân dân cấp tỉnh (Việt Nam)
Chánh án Tòa án nhân dân tỉnh, thành phố trực thuộc trung ương là người đứng đầu Tòa án nhân dân tỉnh, thành phố trực thuộc trung ương ở Việt Nam. Chánh án Tòa án nhân dân tỉnh, thành phố trực thuộc trung ương do Chánh án Tòa án nhân dân tối cao Việt Nam bổ nhiệm, miễn nhiệm, cách chức. Nhiệm kỳ của Chánh án Tòa án nhân dân tỉnh, thành phố trực thuộc trung ương là 5 năm, kể từ ngày được bổ nhiệm.

## Nhiệm vụ và quyền hạn
Chánh án Tòa án nhân dân tỉnh, thành phố trực thuộc trung ương có nhiệm vụ, quyền hạn sau đây:
a) Tổ chức công tác xét xử của Tòa án nhân dân tỉnh, thành phố trực thuộc trung ương; chịu trách nhiệm tổ chức thực hiện nguyên tắc Thẩm phán, Hội thẩm xét xử độc lập và chỉ tuân theo pháp luật;
b) Bổ nhiệm, miễn nhiệm, cách chức các chức vụ trong Tòa án nhân dân tỉnh, thành phố trực thuộc trung ương, Tòa án nhân dân huyện, quận, thị xã, thành phố trực thuộc tỉnh và tương đương, trừ Thẩm phán, Phó Chánh án;
c) Quyết định điều động, luân chuyển, biệt phái Thẩm phán theo quy định tại khoản 3 Điều 78, khoản 3 Điều 79 và khoản 3 Điều 80 của Luật Tổ chức Tòa án nhân dân 2014;
d) Tổ chức bồi dưỡng nghiệp vụ cho Thẩm phán, Hội thẩm, các chức danh khác của Tòa án mình và Tòa án nhân dân huyện, quận, thị xã, thành phố thuộc tỉnh và tương đương;
đ) Báo cáo công tác trước Hội đồng nhân dân tỉnh, thành phố trực thuộc trung ương và Tòa án nhân dân tối cao;
e) Kiến nghị Chánh án Tòa án nhân dân cấp cao, Chánh án Tòa án nhân dân tối cao xem xét, kháng nghị theo thủ tục giám đốc thẩm, tái thẩm bản án, quyết định đã có hiệu lực pháp luật;
g) Thực hiện nhiệm vụ, quyền hạn theo quy định của luật tố tụng; giải quyết những việc khác theo quy định của pháp luật.

## Danh sách chánh án đương nhiệm
Dưới đây là danh sách Chánh án Tòa án nhân dân các tỉnh và thành phố trực thuộc trung ương của Việt Nam hiện nay. Tất cả đều là Đảng viên Đảng Cộng sản Việt Nam.
| Tỉnh/Thành phố         | Họ và tên            | Năm sinh và tuổi | Nhiệm kì                   | Chức danh/ngạch thẩm phán         | Chức vụ khác                                                                                            |
| ---------------------- | -------------------- | ---------------- | -------------------------- | --------------------------------- | --- |
| Thành phố Hà Nội       | Nguyễn Hữu Chính     | 1963             | 30/07/2015 - nay           | Thẩm phán cao cấp                 | Thành ủy viên Thành ủy Hà Nội Đại biểu Quốc hội Khóa XIV, XV                                            |
| Thành phố Hồ Chí Minh  | Lê Thanh Phong       | 1967             | 01/07/2019 - nay           | Thẩm phán cao cấp                 | Đại biểu Quốc hội Khóa XV                                                                               |
| Thành phố Hải Phòng    | Phạm Đức Tuyên       | 1965             | 01/05/2019 - nay           | Thẩm phán cao cấp                 | Bí thư Ban cán sự Đảng TAND TP. Hải Phòng                                                               |
| Thành phố Cần Thơ      | Thái Quang Hải       | 1967             | 15/08/2020 - nay           | Thẩm phán trung cấp               | |
| Thành phố Đà Nẵng      | Nguyễn Thị Cảnh      | 1971             | 01/08/2020 - nay           | Thẩm phán trung cấp               | Bí thư Ban cán sự Đảng TAND TP. Đà Nẵng                                                                 |
| Tỉnh An Giang          | Đỗ Thế Bình          | 1973             | 15/03/2023 - nay           | Thẩm phán trung cấp               | Nguyên Vụ trưởng Vụ Giám đốc kiểm tra I                                                                 |
| Tỉnh Bà Rịa - Vũng Tàu | Trần Văn Vui         | 1968             | 15/12/2020 - nay           | Thẩm phán trung cấp               | Bí thư Ban cán sự TAND tỉnh Bà Rịa - Vũng Tàu                                                           |
| Tỉnh Bạc Liêu          | Đặng Quốc Khởi       | 1968             | 01/11/2019 - nay           | Thẩm phán cao cấp                 | Nguyên Thẩm phán công tác tại Tòa án nhân dân cấp cao tại Thành phố Hồ Chí Minh                         |
| Tỉnh Bắc Giang         | Lương Xuân Lộc       | 1972             | 01/09/2020 - nay           | Thẩm phán trung cấp               | |
| Tỉnh Bắc Kạn           | Lương Văn Cường      | 1968             | 01/09/2018 - nay           | Thẩm phán trung cấp               | |
| Tỉnh Bắc Ninh          | Vũ Công Đồng         | 1965             | 15/09/2021 - nay           | Thẩm phán cao cấp                 | Tỉnh ủy viên Tỉnh ủy Bắc Ninh, Bí thư Ban Cán sự Đảng Cộng sản Việt Nam TAND tỉnh Bắc Ninh              |
| Tỉnh Bến Tre           | Bùi Quang Sơn        |                  | 01/10/2021 - nay           | Thẩm phán trung cấp               | Tỉnh ủy viên Tỉnh ủy Bến Tre, Bí thư Ban Cán sự Đảng Cộng sản Việt Nam TAND tỉnh Bến Tre                |
| Tỉnh Bình Dương        | Trần Thanh Hoàng     | 1971             | 01/08/2018 - nay           | Thẩm phán trung cấp               | |
| Tỉnh Bình Định         | Mai Anh Tài          | 1974             | 01/01/2024 - nay           | Thẩm phán cao cấp                 | Nguyên Chánh Tòa Kinh tế Tòa án nhân dân cấp cao tại Hà Nội                                             |
| Tỉnh Bình Phước        | Phạm Thị Bích Thủy   | 1979             | 09/11/2018 - nay           |                                   | |
| Tỉnh Bình Thuận        | Nguyễn Văn Thanh     |                  | 1 tháng 8 năm 2020 – nay   | Thẩm phán cao cấp                 | Tỉnh ủy viên Tỉnh ủy Bình Thuận                                                                         |
| Tỉnh Cà Mau            | Hà Thanh Hùng        | 1964             | 7 tháng 9 năm 2015 – nay   | Thẩm phán cao cấp                 | Tỉnh ủy viên Tỉnh ủy Cà Mau, Bí thư Ban cán sự Đảng Cộng sản Việt Nam Tòa án nhân dân tỉnh Cà Mau       |
| Tỉnh Cao Bằng          | Lưu Thu Giang        | 1972             | 1 tháng 2 năm 2016 – nay   | Thẩm phán trung cấp               | Bí thư Ban Cán sự Đảng Cộng sản Việt Nam Tòa án nhân dân tỉnh Cao Bằng                                  |
| Tỉnh Đắk Lắk           | Nguyễn Duy Hữu       | 1963             |                            | Thẩm phán cao cấp                 | Đại biểu Quốc hội Khóa XIV                                                                              |
| Tỉnh Đắk Nông          | Bùi Danh Đại         | 1975             | 1 tháng 10 năm 2023 – nay  | Thẩm phán cao cấp                 | Bí thư Ban Cán sự Đảng Cộng sản Việt Nam Tòa án nhân dân tỉnh Đắk Nông                                  |
| Tỉnh Điện Biên         | Phan Văn Khanh       | 1974             | 1 tháng 6 năm 2023 - nay   | Thẩm phán cao cấp                 | |
| Tỉnh Đồng Nai          | Võ Văn Phước         | 1965             | 25 tháng 9 năm 2015 – nay  | Thẩm phán trung cấp               | |
| Tỉnh Đồng Tháp         | Phạm Trung Tuấn      | 1965             | 13 tháng 2 năm 2020 – nay  | Thẩm phán Tòa án nhân dân tối cao | |
| Tỉnh Gia Lai           | Phạm Duy Lam         | 1967             | 15 tháng 10 năm 2018 – nay | Thẩm phán trung cấp               | |
| Tỉnh Hà Giang          | Thân Quốc Hùng       | 1975             | 1 tháng 8 năm 2021 – nay   | Thẩm phán trung cấp               | |
| Tỉnh Hà Nam            | Trần Hữu Quân        | 1965             |                            | Thẩm phán cao cấp                 | Tỉnh ủy viên, Bí thư Ban cán sự đảng TAND tỉnh Hà Nam                                                   |
| Tỉnh Hà Tĩnh           | Phan Thị Nguyệt Thu  | 1974             | 1 tháng 7 năm 2020 – nay   | Thẩm phán cao cấp                 | |
| Tỉnh Hải Dương         | Mạc Minh Quang       | 1966             | 1 tháng 7 năm 2018 - nay   | Thẩm phán trung cấp               | |
| Tỉnh Hậu Giang         | Trương Đình Nghệ     | 1966             | 1 tháng 2 năm 2018 - nay   | Thẩm phán trung cấp               | |
| Tỉnh Hòa Bình          | Lê Văn Tuấn          |                  | 25 tháng 12 năm 2020 – nay | Thẩm phán cao cấp                 | |
| Tỉnh Hưng Yên          | Lê Văn Tuấn          | 1965             | 25 tháng 5 năm 2016 – nay  | Thẩm phán cao cấp                 | |
| Tỉnh Khánh Hòa         | Nguyễn Anh           | 1964             | 1 tháng 11 năm 2016 – nay  | Thẩm phán cao cấp                 | |
| Tỉnh Kiên Giang        | Lê Thị Minh Hiếu     | 1968             | 22 tháng 2 năm 2016 – nay  | Thẩm phán cao cấp                 | |
| Tỉnh Kon Tum           | Đỗ Thị Kim Thư       | 1971             | 15 tháng 5 năm 2020 – nay  | Thẩm phán trung cấp               | Ủy viên Ban Cán sự Đảng CSVN TAND tỉnh Kon Tum                                                          |
| Tỉnh Lai Châu          | Nguyễn Xuân Hòa      | 1973             | 1 tháng 1 năm 2022 - nay   | Thẩm phán cao cấp                 | |
| Tỉnh Lạng Sơn          | Chu Lệ Hường         | 1973             | 1 tháng 8 năm 2021 - nay   | Thẩm phán cao cấp                 | |
| Tỉnh Lào Cai           | Hoàng Thị Hồng Hạnh  | 1969             | 6 tháng 7 năm 2015 – nay   | Thẩm phán cao cấp                 | Bí thư Đảng bộ Đảng CSVN TAND tỉnh Lào Cai                                                              |
| Tỉnh Lâm Đồng          | Đào Chiến Thắng      | 1964             | tháng 9 năm 2015 – nay     | Thẩm phán cao cấp                 | |
| Tỉnh Long An           | Lê Quốc Dũng         | 1968             | 1 tháng 6 năm 2019 - nay   | Thẩm phán trung cấp               | |
| Tỉnh Nam Định          | Trần Văn Kiểm        | 1966             | 3 tháng 6 năm 2016 – nay   | Thẩm phán cao cấp                 | Tỉnh ủy viên Tỉnh ủy Nam Định                                                                           |
| Tỉnh Nghệ An           | Trần Ngọc Sơn        | 1966             | 1 tháng 8 năm 2020 – nay   | Thẩm phán cao cấp                 | Bí thư Ban cán sự đảng TAND tỉnh Nghệ An                                                                |
| Tỉnh Ninh Bình         | Nguyễn Xuân Sơn      | 1969             | 15 tháng 9 năm 2023 – nay  | Thẩm phán cao cấp                 | Tỉnh ủy viên, Bí thư Ban cán sự Đảng Cộng sản Việt Nam Tòa án nhân dân tỉnh Ninh Bình                   |
| Tỉnh Ninh Thuận        | Lê Hưng Dũng         | 1970             | 1 tháng 8 năm 2020 – nay   | Thẩm phán trung cấp               | Tỉnh ủy viên, Bí thư Ban cán sự ĐCSVN TAND tỉnh Ninh Thuận                                              |
| Tỉnh Phú Thọ           | Đỗ Ngọc Tuấn         | 1965             | tháng 5 năm 2019 – nay     | Thẩm phán trung cấp               | |
| Tỉnh Phú Yên           | Trần Huy Đức         | 1975             | 1 tháng 12 năm 2021 – nay  | Thẩm phán cao cấp                 | |
| Tỉnh Quảng Bình        | Nguyễn Hữu Tuyến     | 1971             | 1 tháng 12 năm 2020 – nay  | Thẩm phán cao cấp                 | Tỉnh ủy viên Tỉnh ủy Quảng Bình                                                                         |
| Tỉnh Quảng Nam         | Đặng Quốc Lộc        | 1973             | 1 tháng 8 năm 2020 – nay   | Thẩm phán cao cấp                 | Tỉnh ủy viên Tỉnh ủy Quảng Nam, Bí thư Ban cán sự Đảng Cộng sản Việt Nam TAND tỉnh Quảng Nam            |
| Tỉnh Quảng Ninh        | Hoàng Văn Tiền       | 1966             | 21 tháng 9 năm 2015 – nay  | Thẩm phán cao cấp                 | Tỉnh ủy viên Tỉnh ủy Quảng Ninh, Bí thư Ban cán sự Đảng Cộng sản Việt Nam TAND tỉnh Quảng Ninh          |
| Tỉnh Quảng Ngãi        | Phạm Trung Uy        | 1965             | 23 tháng 4 năm 2013 – nay  | Thẩm phán cao cấp                 | Bí thư Ban cán sự Đảng Cộng sản Việt Nam Tòa án nhân dân tỉnh Quảng Ngãi                                |
| Tỉnh Quảng Trị         | Lê Hồng Quang        | 1965             | 4 tháng 1 năm 2013 – nay   | Thẩm phán cao cấp                 | Tỉnh ủy viên Tỉnh ủy Quảng Trị                                                                          |
| Tỉnh Sóc Trăng         | Thái Rết             | 1975             | 7 tháng 8 năm 2020 – nay   | Thẩm phán cao cấp                 | |
| Tỉnh Sơn La            | Nguyễn Minh Hải      | 1972             | 23 tháng 7 năm 2022 - nay  | Thẩm phán cao cấp                 | Bí thư Ban cán sự Đảng Cộng Sản Việt Nam Tòa án nhân dân tỉnh Sơn La                                    |
| Tỉnh Tây Ninh          | Nguyễn Thị Tuyết Vân |                  |                            | Thẩm phán cao cấp                 | Tỉnh ủy viên Tỉnh ủy Tây Ninh, Bí thư Ban cán sự Đảng Cộng sản Việt Nam TAND tỉnh Tây Ninh              |
| Tỉnh Thái Bình         | Phạm Văn Thịnh       | 1963             | 10 tháng 9 năm 2015 – nay  | Thẩm phán cao cấp                 | |
| Tỉnh Thái Nguyên       | Bùi Đức Thuận        |                  | 1 tháng 8 năm 2020 – nay   | Thẩm phán cao cấp                 | |
| Tỉnh Thanh Hóa         | Nguyễn Thị Nga       | 1969             | 12 tháng 8 năm 2016 – nay  | Thẩm phán cao cấp                 | Tỉnh ủy viên Tỉnh ủy Thanh Hóa, Bí thư Ban Cán sự Đảng Cộng sản Việt Nam Tòa án nhân dân tỉnh Thanh Hóa |
| Tỉnh Thừa Thiên Huế    | Trương Cao Sơn       | 1973             | 1 tháng 10 năm 2021 – nay  | Thẩm phán cao cấp                 | |
| Tỉnh Tiền Giang        | Huỳnh Xuân Long      | 1972             | 1 tháng 9 năm 2018 – nay   | Thẩm phán trung cấp               | |
| Tỉnh Trà Vinh          | Trịnh Minh Tự        |                  | 1 tháng 8 năm 2020 - nay   | Thẩm phán cao cấp                 | Bí thư Ban Cán sự Đảng CSVN TAND tỉnh Trà Vinh                                                          |
| Tỉnh Tuyên Quang       | Nguyễn Minh Hùng     |                  | 1 tháng 11 năm 2020 - nay  | Thẩm phán cao cấp                 | Tỉnh ủy viên, Bí thư Ban cán sự đảng Tòa án nhân dân tỉnh Tuyên Quang                                   |
| Tỉnh Vĩnh Long         | Nguyễn Văn Ngừng     |                  | 1 tháng 8 năm 2020 - nay   | Thẩm phán cao cấp                 | Tỉnh ủy viên, Bí thư Ban cán sự đảng Tòa án nhân dân tỉnh Vĩnh Long                                     |
| Tỉnh Vĩnh Phúc         | Đinh Ngọc Huân       | 1969             | 15 tháng 6 năm 2020 – nay  | Thẩm phán cao cấp                 | Nguyên Chánh án TAND huyện Quốc Oai, TP. Hà Nội                                                         |
| Tỉnh Yên Bái           | Lê Thái Hưng         |                  |                            | Thẩm phán cao cấp                 | |